# Девриент, Эдуард
Эдуард Девриент (нем. Eduard Devrient; 11 августа 1801, Берлин — 4 октября 1877, Карлсруэ) — немецкий оперный певец (баритон), актёр, театральный режиссёр
, либреттист
 и театровед. Представитель известной театральной династии, в том числе племянник Людвига Девриента, брат Карла Девриента и Эмиля Девриента и отец Отто Девриента.

## Биография
Начинал обучаться торговому делу, однако затем последовал примеру своего дяди и переключился на занятия искусством. Изучал пение под руководством Карла Фридриха Цельтера. В 1819 году дебютировал в Берлинской опере; одновременно участвовал в концертах Берлинской певческой академии. Сдружившись с Феликсом Мендельсоном, исполнил одну из партий в премьерном исполнении его единственной оперы «Свадьба Камачо». В 1829 году также принял активное участие в возобновлении Мендельсоном «Страстей по Матфею» Иоганна Себастьяна Баха, исполнил партию Иисуса. Позднее опубликовал воспоминания о Мендельсоне и переписку с ним (нем. Meine Erinnerungen an Felix Mendelssohn Bartholdy und seine Briefe an mich; 1872). Ушёл с оперной сцены, потеряв голос, в 1831 году.
В начале 1830-х годах пробовал себя как оперный драматург, написал либретто к имевшей успех опере Генриха Маршнера «Ханс Гейлинг» и к двум операм Вильгельма Тауберта. В 1834 году Девриент потерял голос и с этого времени целиком посвятил себя деятельности в драматическом театре. Позже, в 1860 году Девриент также отредактировал либретто оперы Вольфганга Амадея Моцарта «Так поступают все» (тогда как Вильгельм Калливода внёс исправления в речитативы) — эта редакция затем с успехом была поставлена во Франкфурте-на-Майне, а позднее издана (1874, переиздания вплоть до 1920 г.). До середины 1840-х годов преимущественно выступал как драматический актёр на берлинских сценах, затем в 1844—1852 годах работал в Дрездене.
Ключевым этапом театральной карьеры Девриента стала его деятельность в Карлсруэ, где он в 1852—1870 годах был директором Баденского придворного театра, осуществив ряд значительных организационных реформ.
С конца 1840-х годов Девриент также работал в области истории и теории национального театра. Начав с публикации программного сочинения «Национальный театр новой Германии» (нем. Das Nationaltheater des neuen Deutschland; 1848), он выпустил в дальнейшем пять томов исследования «История немецкого театрального искусства» (нем. Geschichte der deutschen Schauspielkunst).